# Autoindulgencia

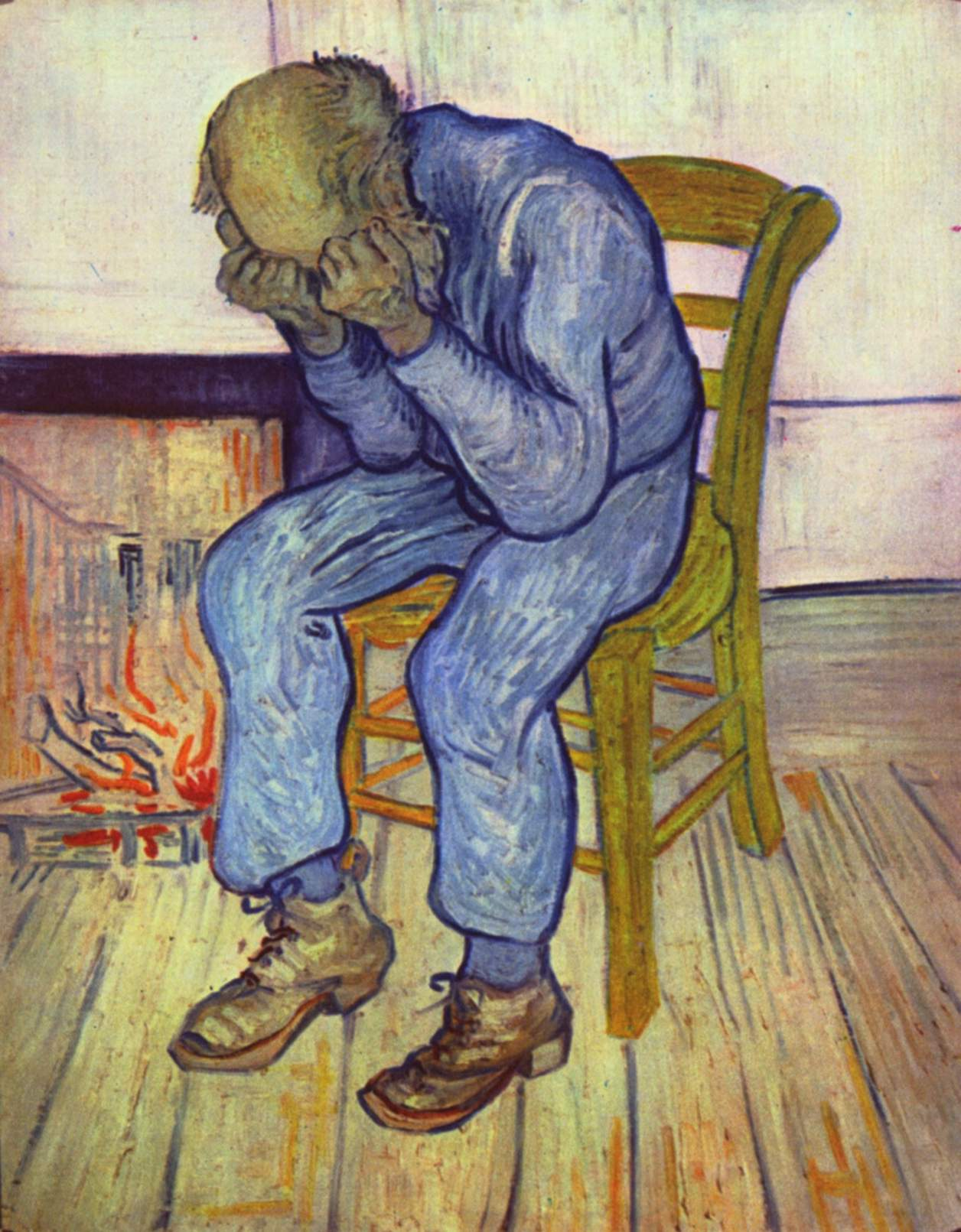
En la puertas de la eternidad. El pintor holandés Vincent van Gogh, aquejado de un grave trastorno mental, pintó este cuadro en 1890.

Autoindulgencia es el sentimiento de pena o lástima hacia uno mismo que experimenta un individuo en situaciones percibidas como adversas cuando dicha situación no ha sido aceptada y no se tiene la confianza o la habilidad para adaptarse a ella.
Es un sentimiento asociado al autoconsuelo con un importante papel en las relaciones humanas, puede abarcar desde un comportamiento breve, ocasional y transitorio hasta un trastorno de personalidad que se expresa sin una provocación externa o a consecuencia de percepciones distorsionadas de la realidad, que provoca sufrimiento a uno mismo y a los que le rodean; pero que está mantenido por la existencia de un beneficio secundario.
El individuo autoindulgente cree ser víctima de una situación negativa y por tanto merecer condolencia. La autoindulgencia es, de forma general, considerada un sentimiento negativo que no sirve de ayuda para tratar con situaciones adversas; sin embargo, en un contexto social puede dar lugar a despertar simpatía o consejo. 
La autoindulgencia es distinta de la autocompasión, que consiste en extender la compasión a uno mismo en casos de insuficiencia, fracaso o sufrimiento general.

## Descripción
La autoindulgencia puede vincularse a una respuesta emocional que surge en un momento de estrés. Al tratar con situaciones estresantes, la tendencia más común es sentir pena por uno mismo; sin embargo, se muestra de forma muy diferente según las características de cada individuo, de modo que puede relacionarse con determinadas características individuales como inseguridad emocional, depresión, exceso de indulgencia con los errores propios, privaciones y pérdidas.
La autoindulgencia puede retroalimentarse a sí misma, especialmente si concurre un estado de depresión u otras circunstancias agraventes; por otra parte, la autocompasión es una forma de prestarse atención a uno mismo; es un medio de conciliarse con uno mismo.
Los teóricos del aprendizaje social dicen que la autoindulgencia es una astucia para recabar atención, cuando un niño recibe atención cuando está enfermo o herido, aprende a prestarse atención a sí mismo (o solicitar atención por parte de otros) mediante llamadas a la ayuda, fingidas o reales. Además, otra forma de refuerzo de la conducta puede ser la simpatía ofrecida por otros.

## Interpretación psicoanalítica
El psicoanálisis la conceptualiza como una reacción hipercatárquica de la libido que genera placer y dolor y que está muy relacionada con la comodidad personal.

## Interpretación cognitivo-conductual
Es una forma de afrontar las emociones que tiene como objeto aliviar los estímulos emocionales adversos, que no sirven para la resolución efectiva de los problemas, conducta que podría estar reforzada positivamente tanto por comportamientos emocionales como la atención, piedad, tolerancia y apoyo de otros como por comportamientos funcionales para la resolución efectiva los problemas que afectan a la persona.

## Interpretación espiritual
La autoindulgencia es la causa de todas las quejas de la vida. (por Hazrat Inayat Khan, maestro sufí)

## Trastornos psicológicos asociados
Es más frecuente en pacientes con depresión, trastorno límite de la personalidad y trastorno histriónico de la personalidad.

## Tratamiento
En casos patológicos, de acuerdo con la terapia cognitivo-conductual, el tratamiento consiste en la extinción de los refuerzos positivos que sustentan la conducta como la atención, la compasión, la tolerancia y, ante todo, no resolver los problemas en lugar de la persona. Puede ser un problema particularmente grave en los casos de victimización y de co-dependencia.
El paciente debe reconocer que su actitud tiene como motivación oculta lucir las propias culpas y miserias con objeto de obtener la compasión de los demás, y que una vez consigue esa atención externa, aumenta el victimismo incrementando, como factor multiplicador, los factores que le hunden en la espiral depresiva, el paciente no tiene por qué ser consciente de este hecho y parte del tratamiento consistirá en tomar consciencia de ello.